# Erwin Neher
Erwin Neher (Landsberg am Lech, 1944. március 20. –) német biofizikus. 1991-ben Bert Sakmann-nal együtt elnyerte az orvostudományi Nobel-díjat a sejtek ioncsatornáinak működését illető felfedezéseiért és a folt-feszültségzár (patch clamp) méréstechnika kidolgozásáért.

## Tanulmányai
Erwin Neher a felső-bajorországi Landsberg am Lech városban született 1944. március 20-án. Apja Franz Xaver Neher, egy tejüzem vezetőségi tagja, anyja Elisabeth Pfeiffer tanárnő volt. Erwin volt a legfiatalabb gyerek a családban két nővére után. Gyermekkorát a Münchentől 70 km-re fekvő kisvárosban, Buchloéban töltötte. Tízéves korától a közeli Mindelheimben a katolikus Marista Iskolatestvérekhez járt. Mivel kedvenc tantárgyai a fizika és matematika volt, de az élőlények is érdekelték, már a gimnáziumban elhatározta, hogy biofizikus lesz. 1963-ban beiratkozott a Müncheni Technikai Főiskola fizika szakára. Miután megszerezte a BSc fokozatot, 1966-ban Fulbright-ösztöndíjjal az Egyesült Államokban, a Wisconsin–Madison Egyetemen tanult tovább. 1967-ben már MSc diplomával tért vissza Münchenbe, ahol a Max Planck Pszichiátriai Intézetben kezdte kutatni az idegsejtek szinapszisait és a membránjaikban mérhető ionáramokat. Itt is ismerkedett meg a hasonló témán dolgozó Bert Sakmann doktorandusszal. Sakmann ezután Londonban, a leendő Nobel-díjas Bernard Katznál tanult tovább.

## Tudományos munkássága
Miután megszerezte a doktori címet, Neher a müncheni Max Planck Intézetben kutatta az ioncsatornák működését, majd 1972-ben a göttingeni Max Planck Intézetben dolgozott tovább, 1973-tól Sakmann-nal közösen. Neher a mesterséges membránok ioncsatornáját vizsgálta ekkor, Sakmann pedig az ideg-izom kapcsolat szakértőjének számított. Közösen elkezdtek kidolgozni egy olyan technikát, amivel a sejt egyetlen ioncsatornájának működése is mérhető; munkájuk eredménye, a folt-feszültségzár (patch clamp) módszer végül 1976-ban jelent meg, amikor Neher egyéves ösztöndíjjal a Yale Egyetemen tartózkodott. Visszatérte után az intézet vezetése külön laboratóriumot biztosított számukra ahol tökéletesítették a módszert.
Neher érdeklődése 1983 után az ioncsatornákról a sejt belseje felé fordult és az olyan idegingerületekre adott sejtválaszt kutatta, mint a hormonelválasztás vagy a neurotranszmitterek szekréciója. Ugyanebben az évben kinevezték a membrán-biofizika tanszék élére, amelyet aztán egészen 2011-ig vezetett. Emellett a Göttingeni Egyetem professzora és a göttingeni Európai Idegtudományi Intézet egyik vezetője volt.

## Elismerései

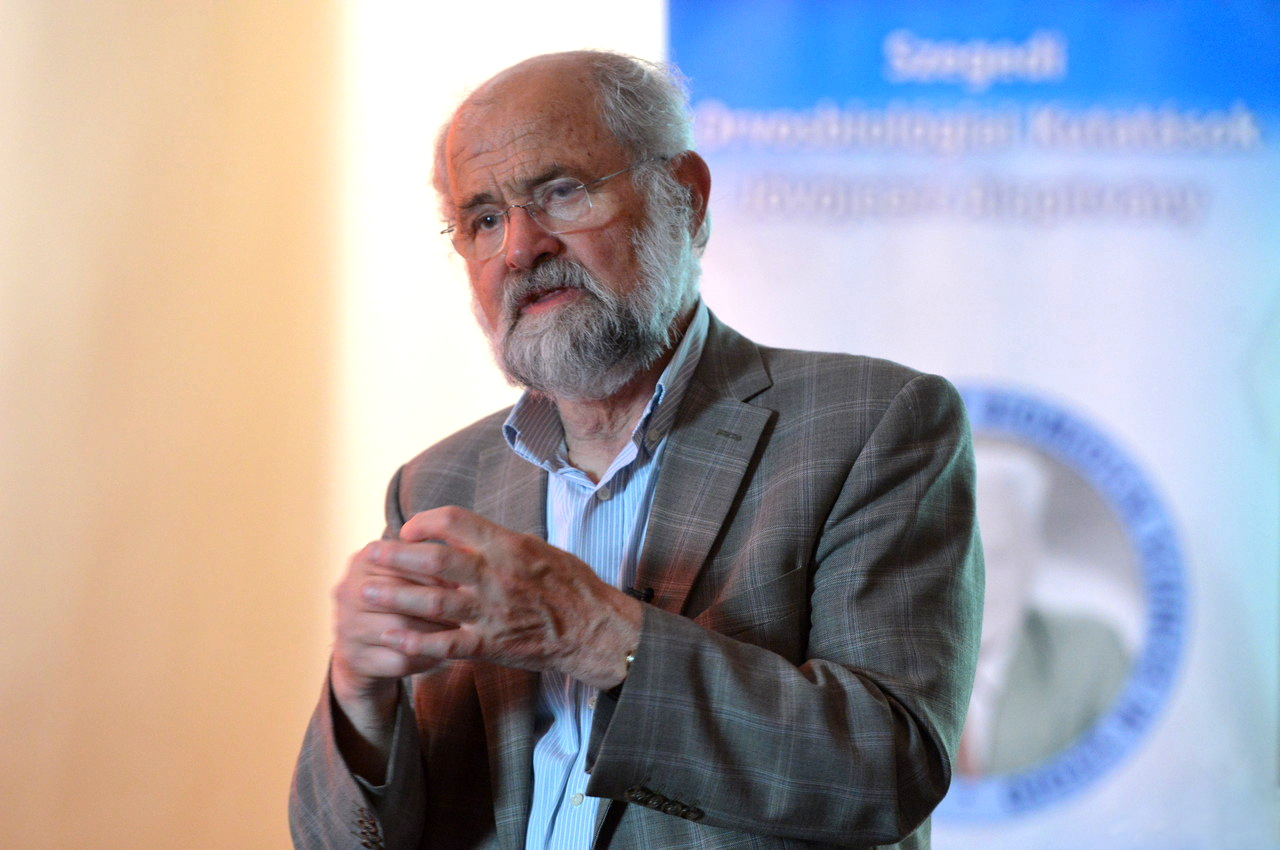
Erwin Neher Szegeden, a Farmakológiai Intézetben

Erwin Neher és Bert Sakmann a patch clamp technika kidolgozásáért 1991-ben orvostudományi Nobel-díjban részesült. Ezenkívül számos elismerésben részesült, többek között 1977-ben a Német Fiziko-kémiai Társaság díját, 1982-ben a New York-i Tudományos Akadémia Lamport-díját, 1986-ban a Columbia Egyetem Gross-Horwitz díját és a német Leibniz-díjat, 1991-ben pedig az Amerikai Idegtudományi Társulat Gerard-díját nyerte el. Számos egyetem – az Alicantei Egyetem és a Wisconsini Egyetem 1993-ban, a Müncheni Műegyetem, a Madridi Egyetem és a kínai Huazhong Tudományegyetem 1994-ben, az argentin Bahía Blanca-i Egyetem 1995-ben, a Római Egyetem 1996-ban és a Jeruzsálemi Héber Egyetem 1999-ben – választotta díszdoktorává.

## Családja
Erwin Neher 1978-ban házasodott össze Eva-Maria Ruhr mikrobiológussal. Öt gyermekük született, Richard, Benjamin, Carola, Sigmund és Margret.